# Tomasz Burliński
Tomasz Burliński (ur. 9 czerwca 1978) – polski piłkarz ręczny, występujący na pozycji rozgrywającego, trener.

## Życiorys
W barwach Anilany Łódź 16 września 2000 roku zadebiutował w ekstraklasie w wygranym 22:20 spotkaniu z Zagłębiem Lubin. W Anilanie występował do października 2002 roku, rozgrywając w barwach klubu 55 meczów w ekstraklasie, w których zdobył 70 bramek. W 2003 roku przeszedł do Miedzi Legnica. Z klubem tym Burliński awansował do ekstraklasy. W latach 2004–2008 występował w Virecie Zawiercie, po czym zasilił AZS UKW Bydgoszcz. W 2010 roku awansował wraz z klubem do I ligi, jednakże rok później spadł z AZS UKW do II ligi. W latach 2015–2016 był zawodnikiem MKS Brodnica. Po zakończeniu kariery zawodniczej trenował m.in. seniorów AZS UKW Bydgoszcz.